# Trondhjems Studentersangforening

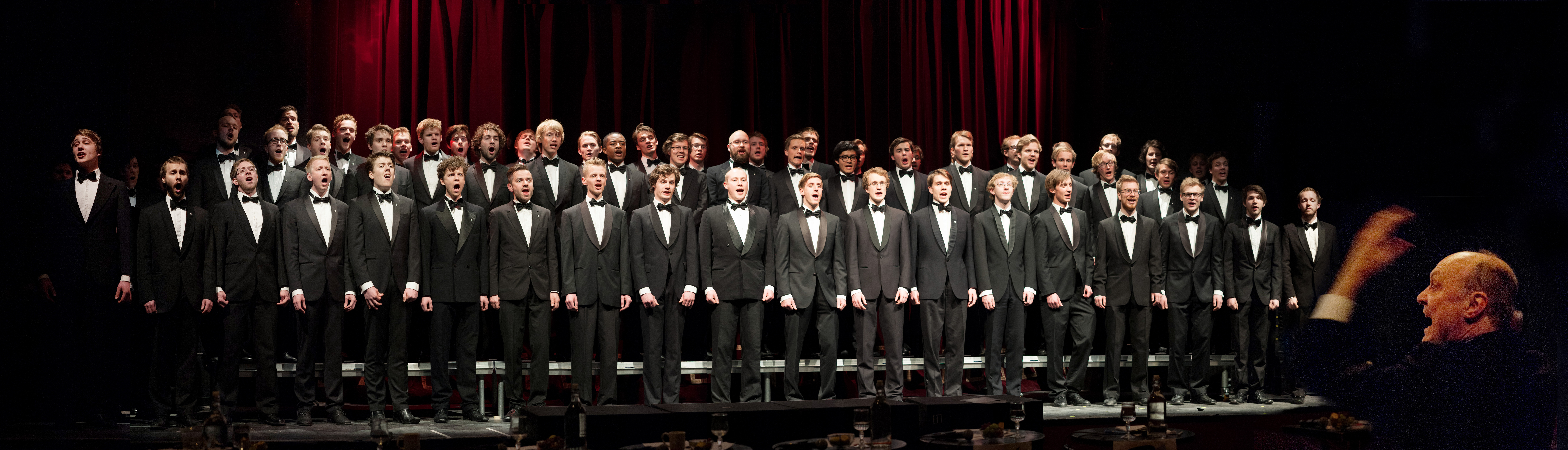
Trondhjems Studentersangforening 2013.

Trondhjems Studentersangforening (TSS) är en manskör och en förening knuten till  Studentersamfundet i Trondhjem. Kören består av omkring åttio sångare fördelat på fyra stämmor och är därmed Trondheims största manskör. Merparten av medlemmarna  utgörs av studenter från universitets- och högskolemiljön.
Körens repertoar hämtas som regel från klassisk manskörstradition, populärmusik och kyrkomusik, och den har flera gånger uruppfört verk, bland annat av Knut Nystedt.
Medlemmarna i TSS har möjlighet att upptas i den mindre manskören Pirum. 
Kören är nära knuten till Akademiska Damkören Lyran.

## Diskografi

### Album
- Vegmerker (LP, 1990)
- Draumkvædet (CD, 1997)
- Bridge of Song (CD, 2000)

### EP
- Nu klinger (1966)
- Trondhjæm, at æ reist ifra dæ (1968)